# Primera División (Venezuela)
Die Primera División ist die höchste Fußballliga in Venezuela. Sie wurde 1921 gegründet und ist seit 1957 eine Profiliga. Sie wird vom venezolanischen Fußballverband organisiert.

## Modus
Im Jahr 2015 wurde die Meisterschaft wieder auf das alte Format umgestellt, welches bis 1986 Bestand hatte. Für die Umstellungszeit fand im Jahr 2015 einmalig das sogenannte Torneo Adecuación statt, in dem zunächst eine Einfachrunde im Modus Jeder gegen Jeden ausgespielt wurde. Die besten acht Mannschaften qualifizierten sich danach für die Finalrunden, in denen im K.-o.-System der Meister ermittelt wurde. Der Tabellenletzte stieg direkt ab, der Vorletzte bestritt Relegationsspiele.
Seit dem Jahr 2016 nehmen die 20 Mannschaften wieder in Apertura und Clausura teil, der Meister wird in einem Play-off zwischen den Siegern aus Apertura und Clausura ermittelt.

### Internationale Qualifikation
- Die Tabellenersten von Apertura und Clausura nehmen an der Gruppenphase der Copa Libertadores teil.
- Die Mannschaft mit den meisten Punkten aus der Gesamttabelle (Apertura und Clausura zusammengerechnet, die jeweiligen Sieger ausgenommen) nimmt an der Qualifikation der Copa Libertadores teil.
- Die Mannschaft mit den zweitmeisten Punkten aus der Gesamttabelle (Apertura und Clausura zusammengerechnet, die jeweiligen Sieger ausgenommen) nimmt zusammen mit dem Pokalsieger an der Copa Sudamericana teil.
- Die nächstbesten acht Mannschaften, die sich noch nicht qualifiziert haben, spielen in der sogenannten Serie Sudamericana den dritten und damit letzten Teilnehmer an der Copa Sudamericana aus
- Falls dieselbe Mannschaft Apertura und Clausura gewinnt, so nimmt sie und die Mannschaft mit den zweitmeisten Punkten an der Copa Libertadores teil, die Mannschaft mit den drittmeisten Punkten an der Qualifikation zur Copa Libertadores. Die Mannschaft mit den viertmeisten Punkten nimmt an der Copa Sudamericana teil.

### Abstieg
Die beiden Mannschaften mit den wenigsten Punkten (Apertura und Clausura zusammengerechnet) steigen in die zweite Liga ab.

## Teilnehmer der Saison 2019
| Mannschaft              | Stadt          | Bundesstaat      |
| ----------------------- | -------------- | ---------------- |
| Academia Puerto Cabello | Puerto Cabello | Carabobo         |
| Aragua FC               | Maracay        | Aragua           |
| Atlético Venezuela      | Caracas        | Distrito Capital |
| Carabobo FC             | Valencia       | Carabobo         |
| Caracas FC              | Caracas        | Distrito Capital |
| Deportivo Anzoátegui    | Puerto La Cruz | Anzoátegui       |
| Deportivo La Guaira     | La Guaira      | Vargas           |
| Deportivo Lara          | Barquisimeto   | Lara             |
| Deportivo Táchira FC    | San Cristóbal  | Táchira          |
| Estudiantes de Caracas  | Caracas        | Distrito Capital |
| Estudiantes de Mérida   | Mérida         | Mérida           |
| LALA FC                 | Ciudad Guayana | Bolívar          |
| Llaneros de Guanare     | Guanare        | Portuguesa       |
| Mineros de Guayana      | Ciudad Guayana | Bolívar          |
| Monagas SC              | Maturín        | Monagas          |
| Trujillanos FC          | Valera         | Trujillo         |
| Zamora FC               | Barinas        | Barinas          |
| Zulia FC                | Maracaibo      | Zulia            |

## Meistertitel

### Amateurliga
| Jahr | Meister                  | Jahr | Meister                       |
| ---- | ------------------------ | ---- | ----------------------------- |
| 1921 | América                  | 1939 | Unión SC                      |
| 1922 | Centro Atlético          | 1940 | Unión SC                      |
| 1923 | América                  | 1941 | Litoral SC (Caracas)          |
| 1924 | Centro Atlético          | 1942 | Dos Caminos SC (Caracas)      |
| 1925 | Loyola SC (Caracas)      | 1943 | Loyola SC (Caracas)           |
| 1926 | Centro Atlético          | 1944 | Loyola SC (Caracas)           |
| 1927 | Venzóleo                 | 1945 | Dos Caminos SC (Caracas)      |
| 1928 | Deportivo Venezuela      | 1946 | Deportivo Español             |
| 1929 | Deportivo Venezuela      | 1947 | Unión SC                      |
| 1930 | Centro Atlético          | 1948 | Loyola SC (Caracas)           |
| 1931 | Deportivo Venezuela      | 1949 | Dos Caminos SC (Caracas)      |
| 1932 | Unión SC                 | 1950 | Unión SC                      |
| 1933 | Deportivo Venezuela      | 1951 | Universidad Central (Caracas) |
| 1934 | Unión SC                 | 1952 | La Salle FC                   |
| 1935 | Unión SC                 | 1953 | Universidad Central (Caracas) |
| 1936 | Dos Caminos SC (Caracas) | 1954 | Deportivo Vasco               |
| 1937 | Dos Caminos SC (Caracas) | 1955 | La Salle FC                   |
| 1938 | Dos Caminos SC (Caracas) | 1956 | Banco Obrero                  |

### Profiliga

#### Austragung von Februar bis August
| - 1957: Universidad Central FC - 1958: Deportivo Portugués - 1959: CD Español - 1960: Deportivo Portugués - 1961: Deportivo Italia - 1962: Deportivo Portugués - 1963: Deportivo Italia - 1964: Deportivo Galicia - 1965: Lara FC - 1966: Deportivo Italia | - 1967: Deportivo Portugués - 1968: UD Canarias - 1969: Deportivo Galicia - 1970: Deportivo Galicia - 1971: Valencia FC - 1972: Deportivo Italia - 1973: Portuguesa FC - 1974: Deportivo Galicia - 1975: Portuguesa FC - 1976: Portuguesa FC | - 1977: Portuguesa FC - 1978: Portuguesa FC - 1979: Deportivo Táchira FC - 1980: Estudiantes de Mérida - 1981: Deportivo Táchira FC - 1982: Atlético San Cristóbal - 1983: Universidad de Los Andes FC - 1984: Deportivo Táchira FC - 1985: Estudiantes de Mérida - 1986: Deportivo Táchira FC |

#### Austragung von August bis Mai
| - 1986/87: CS Marítimo - 1987/88: CS Marítimo - 1988/89: AC Mineros de Guayana - 1989/90: CS Marítimo - 1990/91: Universidad de Los Andes FC - 1991/92: FC Caracas - 1992/93: CS Marítimo - 1993/94: FC Caracas - 1994/95: FC Caracas - 1995/96: AC Minervén FC | - 1996/97: FC Caracas - 1997/98: Atlético Zulia - 1998/99: Deportivo ItalChacao - 1999/2000: Deportivo Táchira FC - 2000/01: FC Caracas - 2001/02: Nacional Táchira - 2002/03: FC Caracas - 2003/04: FC Caracas - 2004/05: UA Maracaibo - 2005/06: FC Caracas | - 2006/07: FC Caracas - 2007/08: Deportivo Táchira FC - 2008/09: FC Caracas - 2009/10: FC Caracas - 2010/11: Deportivo Táchira FC - 2011/12: Deportivo Lara - 2012/13: Zamora FC - 2013/14: Zamora FC - 2014/15: Deportivo Táchira FC |

#### Austragung von Juli bis Dezember
- 2015: Zamora FC

#### Austragung von Januar bis Dezember
- 2016: Zamora FC
- 2017: Monagas SC
- 2018: Zamora FC
- 2019: FC Caracas
- 2020: Deportivo La Guaira
- 2021: Deportivo Táchira FC
- 2022: Metropolitanos FC
- 2023: Deportivo Táchira FC
- 2024: Deportivo Táchira FC

## Meisterschaftsstatistik
In dieser Statistik sind alle Meisterschaften seit Einführung der Profiliga 1957 berücksichtigt.
| Mannschaft                  | Titel | Spielzeiten                                                                                             |
| --------------------------- | ----- | --- |
| FC Caracas                  | 12    | 1991/92, 1993/94, 1994/95, 1996/97, 2000/01, 2002/03, 2003/04, 2005/06, 2006/07, 2008/09, 2009/10, 2019 |
| Deportivo Táchira FC        | 11    | 1979, 1981, 1984, 1986, 1999/2000, 2007/08, 2010/11, 2014/15, 2021, 2023, 2024                          |
| Portuguesa FC               | 5     | 1973, 1975, 1976, 1977, 1978                                                                            |
| Deportivo Italia            | 5     | 1961, 1963, 1966, 1972, 1998/99 1                                                                       |
| Deportivo Portugués         | 4     | 1958, 1960, 1962, 1967                                                                                  |
| Deportivo Galicia           | 4     | 1964, 1969, 1970, 1974                                                                                  |
| Marítimo Caracas            | 4     | 1986/87, 1987/88, 1989/90, 1992/93                                                                      |
| Zamora FC                   | 4     | 2012/13, 2013/14, 2016 2, 2018                                                                          |
| Estudiantes de Mérida       | 2     | 1980, 1985                                                                                              |
| Universidad de Los Andes FC | 2     | 1983, 1990/91                                                                                           |
| Universidad Central         | 1     | 1957 |
| CD Español                  | 1     | 1959 |
| Lara FC                     | 1     | 1965 |
| UD Canarias                 | 1     | 1968 |
| Valencia FC                 | 1     | 1971 |
| Atlético San Cristóbal      | 1     | 1982 |
| AC Mineros de Guayana       | 1     | 1988/89                                                                                                 |
| AC Minervén FC              | 1     | 1995/96                                                                                                 |
| Atlético Zulia              | 1     | 1997/98                                                                                                 |
| Nacional Táchira            | 1     | 2001/02                                                                                                 |
| UA Maracaibo                | 1     | 2004/05                                                                                                 |
| Deportivo Lara              | 1     | 2011/12                                                                                                 |
| Monagas SC                  | 1     | 2017 |
| Deportivo La Guaira         | 1     | 2020 |
| Metropolitanos FC           | 1     | 2022 |